# Charles de Ligonnès
Pour les autres membres de la famille, voir Famille du Pont de Ligonnès.
Charles du Pont de Ligonnès, né le 3 octobre 1845 à Mende (Lozère, France) et mort le 5 février 1925 à Rodez (Aveyron, France), est un capitaine puis un prélat catholique français, évêque de Rodez et Vabres de 1906 jusqu'à sa mort.

## Biographie
Édouard, 4e marquis de Ligonnès, avait épousé Marie-Sophie de Lamartine. C'est de cette union que naît Marie Charles Édouard du Pont de Ligonnès en 1845, dans cette famille installée à Mende en Lozère. Par son père, il appartient à la famille du Pont de Ligonnès et, par sa mère, il se trouve être le neveu d'Alphonse de Lamartine et le petit-fils d'Alix de Lamartine, née des Roys. Il est d'ailleurs connu que Charles de Ligonnès a passé une grande partie de ses vacances, étant enfant, chez son oncle Alphonse de Lamartine.
En 1870, il devient maire d'Auxillac, ancienne commune désormais rattachée à celle de La Canourgue. C'est d'ailleurs cette année-là qu'il devient sous-lieutenant des mobiles de Lozère. Pendant la guerre de 1870-1871, il assista au combat d'Arcy-Sainte-Marie le 13 janvier 1871. Nommé capitaine le 22 janvier 1871, il est réfugié interné en Suisse le 1er février 1871 puis rapatrié en France en avril suivant. Devenu capitaine au 123e Territorial d'infanterie le 28 septembre 1875, il démissionnera de l'armée le 5 janvier 1877 pour entrer dans les ordres.
Le 19 août 1877, il est ordonné prêtre et devient professeur au grand séminaire de Mende. Il y fait construire, presque entièrement sur ses propres deniers, le grand séminaire, devenu par la suite un lycée, puis la maison diocésaine. Il sera aussi supérieur du grand séminaire de Mende en 1881 puis vicaire général en 1890 et protonotaire apostolique en 1902.
Le 25 février 1906 à Rome, il est sacré évêque de Rodez et Vabres par Pie X. S'il a fait tout son épiscopat à Rodez, il a partagé son temps entre l'Aveyron et sa Lozère natale. 
Le prélat a laissé son nom à la rue Monseigneur-de-Ligonnès à Mende. En hommage à Charles de Ligonnès, qui avait commandé les mobiles de Lozère pendant la Guerre franco-allemande de 1870, la commune de Saint-Germain-du-Teil a adopté ses armes pour blason.

## Armes
De gueules au heaume d'or, accompagné de trois étoiles d'argent, deux en chef et une en pointe.

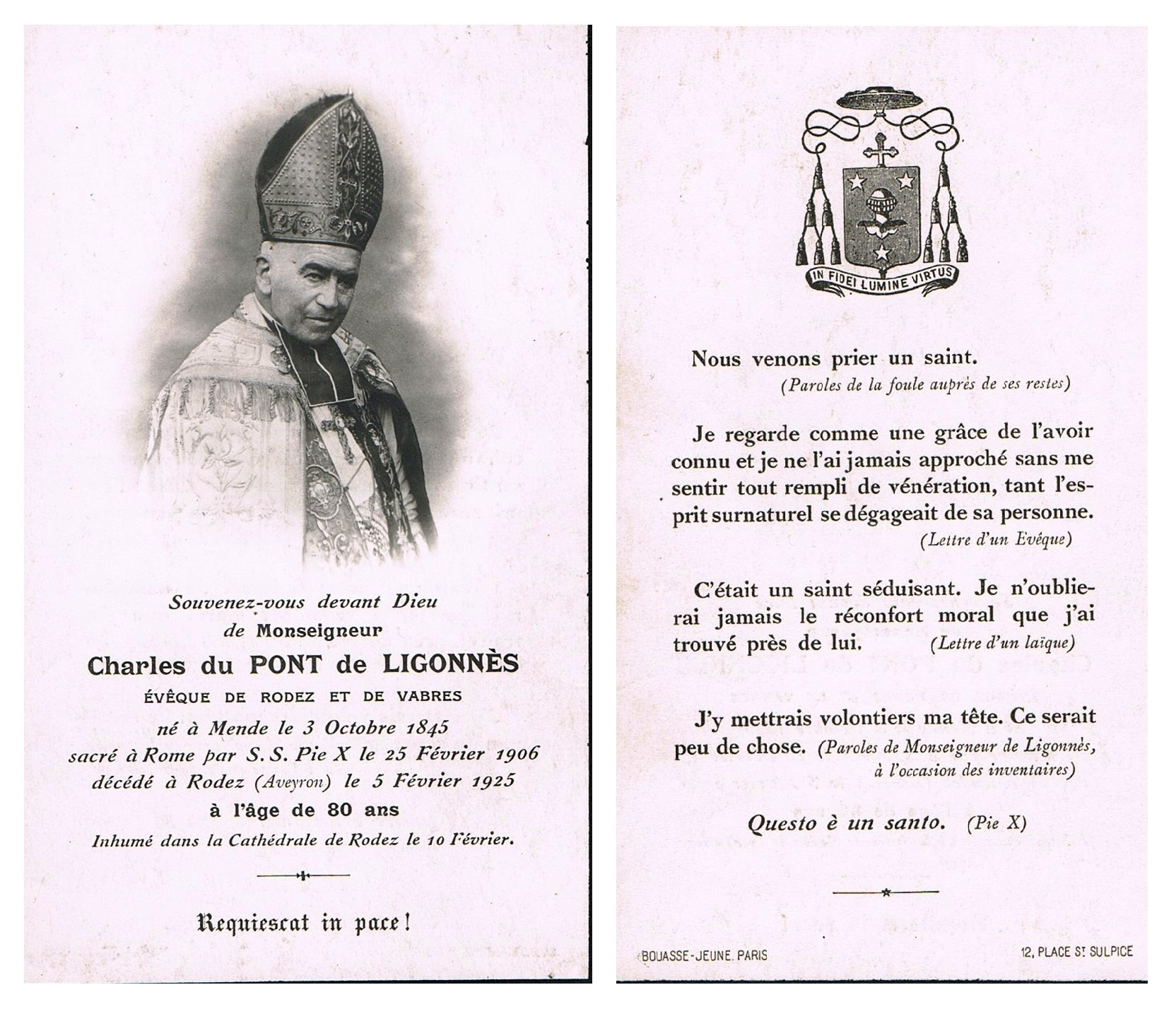
Memento mortuaire de monseigneur de Ligonnès.

## Sources et références
1. ↑   Archives départementales de la Lozère, Registre des Naissances, Mariages et Décès à Mende en 1848, cote 1 MI EC 095/33, acte 403.
2. ↑  Félix Buffière, Ce tant rude Gévaudan [détail des éditions], tome II, p. 1374
3. ↑  Nos évêques — Photographies et Biographies, Imprimerie de la Croix du Nord, Lille, 1907.
4. ↑  André Cosson, Armorial des cardinaux, archevêques et évêques français actuels, résidentiels et titulaires au 1er janvier 1917, Daragon, Paris, 1917. p. 32 disponible sur Gallica.